# Imatge-temps i imatge-moviment
Els termes imatge-temps i imatge-moviment són dos conceptes cinematogràfics que fan referència al ritme intern de les imatges de les pel·lícules. En cinema, direm que un film compta amb imatges temporals o bé amb imatges en moviment en funció de si aquestes es reprodueixen seguint un tempo lent o si, pel contrari, el ritme de les mateixes és accelerat.

## Imatge-moviment
La imatge-moviment defineix el tipus de ritme pel qual es caracteritzaven els films del Hollywood clàssic. Es tracta d'imatges atrafegades en les quals es dedica especial atenció al fet de desenvolupar una acció determinada. Sovint, als films que segueixen aquest esquema sempre se'ns planteja el mateix ritme accelerat en que una acció dona lloc a una altra de nova i així successivament. La imatge-moviment, doncs, se serveix accions constants com a mètode d'articulació d'una narració que gairebé sempre serà lineal i s'estructurarà a partir de relacions de causa i efecte, prenent com a base la narrativa tradicional en la qual la lògica racional esdevé imprescindible i l'economia de la narració és predominant.
Aquest ritme veloç que representa la imatge-moviment és observable en molts dels films clàssics del cinema de Hollywood, especialment en els que es corresponen amb el gènere d'aventures, els quals contenien sempre la mateixa estructura d'acció rere acció que conduïa cap a aventures de manera indefinida.

## Imatge-temps
La imatge temps fa referència a un tipus de pel·lícules en les quals el concepte de la temporalitat es fa present en les imatges i és acceptat amb completa naturalitat. Dit d'una altra manera: sol tractar-se de films amb un ritme lent i pausat que no té res a veure amb el tempo enormement accelerat propi del Mode de Representació Institucional. En aquest cas, una acció no porta a una altra i no hi ha cap mena de voluntat d'escurçar el temps, sinó tot el contrari: la temporalitat es trasllada a la filmació de les imatges, les quals deixen d'estar en constant moviment. El que sol ocórrer en aquest tipus de films és que l'acció no hi té un paper fonamental, sinó que, en ocasions, passa a ocupar un segon pla i cedeix importància a la suggerència i l'evocació de les imatges. El concepte d'imatge-temps, doncs, resulta l'extrem oposar de la imatge-moviment.
Un exemple que il·lustra de manera clara aquest concepte cinematogràfic és el cinema japonès d'Ozu, filmografia en la qual, sovint, hi ha una voluntat de fer-nos veure en allò més mínim una dimensió enorme a base d'aturar el temps i quedar-nos amb l'essència dels moments. Mitjançant la presentació de plans estàtics i de naturaleses mortes (plans buits) on a priori no hi passa abolutament res, el director aconsegueix plasmar el que representa aquest concepte tan recorrent en la seva obra.